# 寄生火山

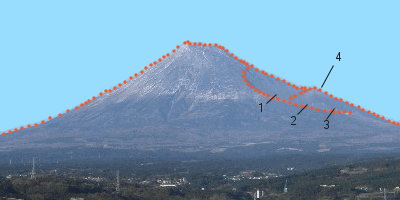
日本本州島的富士山與1707年寶永大噴發後形成之寄生火山寶永山（④）和三個噴發口（①、②、③）

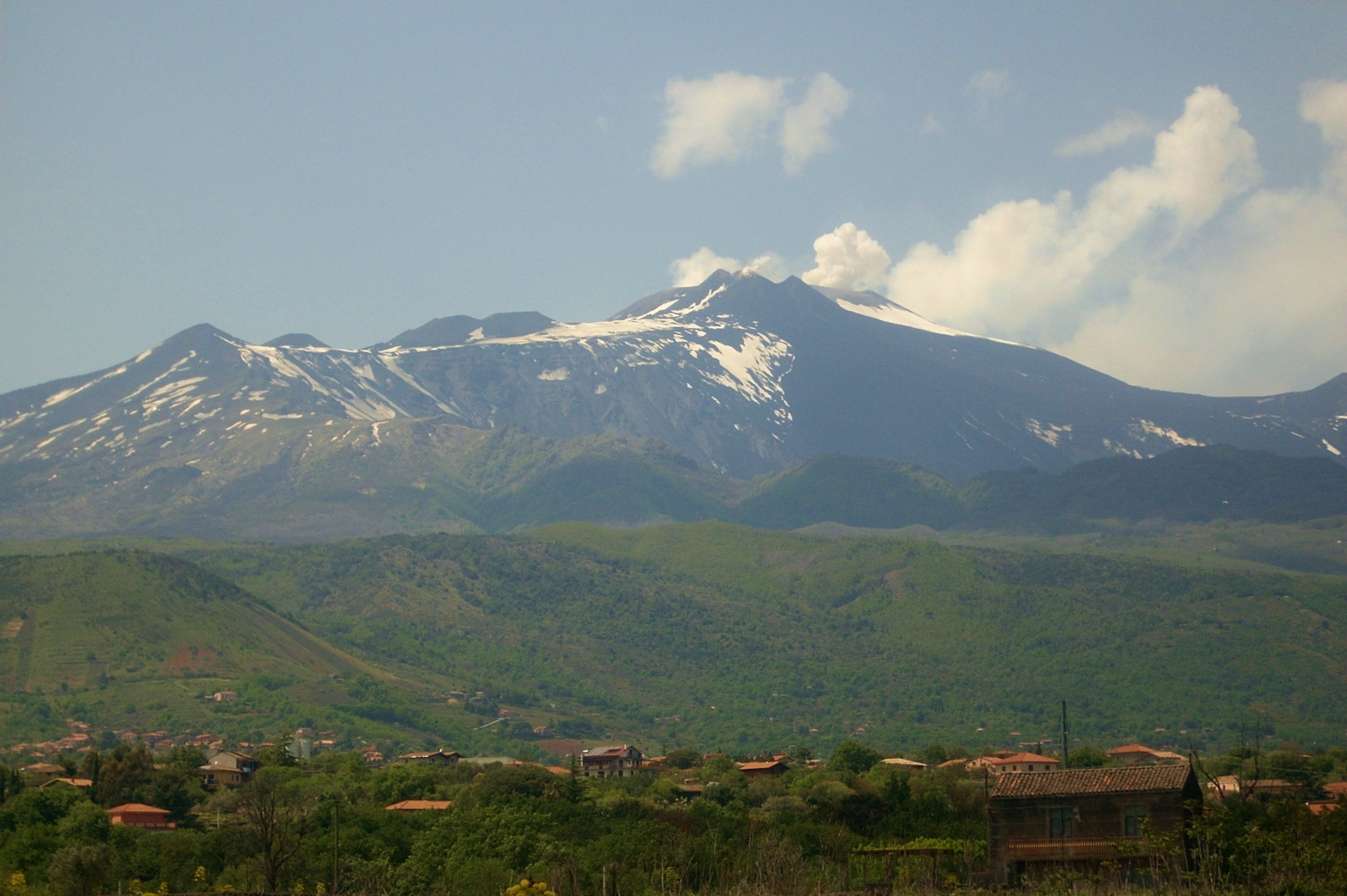
意大利西西里岛埃特納火山的寄生火山錐。

寄生火山，又稱寄生火山錐（英語：Parasitic cone），是指岩漿在主要火山通道外溢出積聚而成的圓錐形地貌，亦即在一個大規模火山爆發的活動中，其中一支小型噴發活動所堆積成的袖珍型火山。例如：台灣台北市的紗帽山就是在七星山噴發時，在七星山火山錐體山腰側邊發展出的一支小型噴發堆積出來的小火山；面天山就是大屯山的寄生火山。夏威夷群島毛納基火山上有超過100個寄生火山錐，而意大利埃特納火山則有超過300個寄生火山錐。